# Lov-Elly
Albums de Seo In-young
Elly Is Cinderella
(2008) Brand New Elly
(2011)
Lov-Elly est le premier EP de la chanteuse sud-coréenne Seo In-young, paru en 2010. Il est sorti le 1er juin 2010  en Corée du Sud. 

## Liste des chansons
| No | Titre                                                         | Durée |
| -- | ------------------------------------------------------------- | ----- |
| 1. | Goodbye Romance (잘가요 로맨스)                               |       |
| 2. | Written As Love, Sung As Pain (사랑이라 쓰고 아픔이라 부른다) |       |
| 3. | Can't I Love You (사랑하면 안되나요)                          |       |
| 4. | Teach Me (가르쳐줘요)                                         |       |
| 5. | I Have A Lover (애인있어요)                                   |       |